# Mistrovství Československa v cyklokrosu 1969
Mistrovství Československa v cyklokrosu 1969 se konalo v neděli 26. ledna  1969 v Teplicích na kopci Letná.
Jeden závodní okruh měřil 3 000 m a závodníci ho absolhovali celkem devětkrát. Startovalo 40 závodníků. 

## Přehled
| Poř.             | Jméno            | Čas        |
| Zlatá medaile    | Pavel Krejčí     | 1:10:01 h  |
| Stříbrná medaile | Hynek Kubíček    | + 0:32 min |
| Bronzová medaile | Jiří Murdych     | + 0:36 min |
| 4                | Břetislav Souček | + 1:07 min |
| 5                | Karel Hasoň      | + 1:24 min |
| 6                | Jan Hanzl        | + 1:34 min |